# Zelena smrdljivka
Zelena smrdljivka (znanstveno ime Nezara viridula) je rastlinojeda vrsta stenic iz družine ščitastih stenic, ki je razširjena v tropskih in zmernih predelih sveta. Je nevpadljivo zeleno obarvana žuželka ščitaste oblike, dolga približno en centimeter, ki se največkrat zadržuje na zelnatih delih in plodovih rastlin. Vrsta je poznana predvsem zaradi izločka neprijetnega vonja, ki ga žival izloči v obrambi pred napadom plenilca, in škode, ki jo s sesanjem rastlinskih sokov kulturnih rastlin povzroča v kmetijstvu.
Vrsta se v zadnjih nekaj stoletjih intenzivno širi po vseh celinah, zaradi česar je najhujši škodljivec med ščitastimi stenicami. Prehranjuje se lahko z mnogimi različnimi vrstami rastlin, tako divjimi kot kultiviranimi, najraje pa ima nekatere vrste stročnic, ki jih za svojo prehrano goji človek. Zaradi ekonomskega pomena, razširjenosti in enostavnega gojenja v umetnih pogojih zeleno smrdljivko intenzivno raziskujejo biologi. Med drugim tako predstavlja modelni organizem za vso družino ščitastih stenic pri raziskavah komunikacije z vibracijami podlage in embrionalnega razvoja, veliko pozornosti pa je namenjene tudi ekologiji vrste, predvsem izbiri gostiteljskih rastlin in pomenu parazitoidov za uspevanje populacij, ki predstavljajo možnost za okolju prijazen biološki nadzor.

## Telesne značilnosti
Odrasle živali so dolge dober centimeter, so največkrat po vsem telesu travnato zelene barve in imajo obliko ščita, ki je značilna za ščitaste stenice. Samci so z 12,1 mm v dolžino (povprečno) nekoliko manjši od samic, ki v povprečju merijo 13,15 mm, in jih je možno prepoznati po zunanjem spolnem organu - aedeagusu, ki ima obliko kleščic na koncu zadka.
Po morfoloških znakih je vrsta zelo podobna nekaterim drugim predstavnicam rodu Nezara, kot sta azijski vrsti N. antennata in N. yunnana ter afriška N. similis. Najočitnejši morfološki znak je izvodilo smradnih žlez, ki je pri zeleni smrdljivki ušesaste oblike in razmeroma dobro opazno. Popolnoma zanesljiva določitev pa je možna samo na podlagi kombinacije tega in drugih morfoloških znakov. Na videz podobna je tudi severnoameriška vrsta Acrosternum hilare (Chinavia hilaris), od katere jo lahko prav tako zanesljivo ločimo po obliki izvodil smradnih žlez, ki so pri A. hilare dolga in ozka. Med evropskimi vrstami ji je podobna zelena listna stenica (Palomena prasina), ki ima za razliko od zelene smrdljivke obarvan membranast del kril na koncu zadka, tako da je možno vrsti ločiti že na bežen pogled.
Obarvanost odraslih živali je polimorfen znak, kar pomeni, da so v populaciji osebki z različnimi vzorci obarvanosti. Na podlagi opaženih vzorcev so do danes taksonomi opisali devet barvnih form. Te segajo od popolnoma zelene N. viridula f. smaragdula, ki je najpogostejša, do zelo redke f. aurantica, ki je brez zelenega pigmenta in v celoti rumena oz. zlata. Od tega so štiri forme »osnovne«, ostale pa nastanejo s križanjem, zato domnevajo, da je barva odraslih zelenih smrdljivk pod genetsko kontrolo, pri čemer razmerja form nakazujejo, da jo določata dva neodvisna gena. Drug pojav, povezan z obarvanostjo teh živali, je t. i. sezonski polifenizem oz. spreminjanje barve z letnimi časi. V okoljih, kjer so pozimi razmere neugodne za preživetje, sproži jesensko krajšanje dneva fiziološke spremembe, ki se odražajo tudi tako, da se odrasli osebki obarvajo rjavo. Rjava obarvanost je povezana z nastopom diapavze in se spomladi spet spremeni nazaj v zeleno.
Ličinke se po izgledu zelo razlikujejo od odraslih živali. So kroglaste oblike, njihova obarvanost pa se spreminja z razvojem. Pravkar izlegle ličinke so rumenkasto-rdeče barve, z brezbarvnimi nogami in tipalnicami. Po prvi levitvi se obarvajo črno, z rdečimi pikami na zadku in parom večjih rumenkastih pik na boku. Tudi tretji stadij je obarvan črno, le večji in z več pikami, ki takrat začnejo postajati zelenkaste. Četrti stadij ima še več zelene obarvanosti, predvsem po oprsju. Ličinke petega stadija prepoznamo po zasnovah za krila, ki se pojavijo po četrti levitvi, in osnovni zeleni obarvanosti zadka z rdečimi pikami na vrhu po sredini, ki jih obdajajo svetle pike.

## Življenjski krog in vedenje
Razmnožuje se v vseh delih leta razen pozimi, v predelih s tropskim podnebjem pa vse leto. V ugodnih pogojih se lahko letno razvije tudi do šest generacij, v hladnejših predelih območja razširjenosti pa pozimi preide v stanje mirovanja (diapavze) in se ne razmnožuje, tako da se izmenja manj generacij. Samice v laboratorijskih pogojih preživijo en mesec oz. dvakrat toliko, če se nimajo priložnosti pariti. Živijo v povprečju dlje od samcev.
Samica naenkrat odloži po 30 do 130 jajčec v obliki jajčne mase, trdno prilepljene na spodnjo površino lista. Jajčeca so sodčaste oblike, s posebno strukturo za odpiranje na vrhu. Po nekaj dneh do nekaj tednih (odvisno od pogojev v okolju) se izležejo ličinke, ki se zberejo v skupino ob praznih jajčecih in se ne prehranjujejo. Domnevajo, da je vloga agregacije izboljšana obramba pred plenilci, saj se na ta način kombinirajo njihove obrambne spojine, ki lahko tako učinkoviteje odvrnejo napadalca. Prehranjevati se začno šele po prvi levitvi, nekaj dni kasneje, vendar ostanejo v bližini mesta izleganja do četrtega stadija. Tekom življenja se levijo petkrat; v kasnejših stadijih so živali vedno večje, vsak izmed stadijev traja štiri do šest dni, odvisno od pogojev v okolju (predvsem temperature). Dlje traja le peti, zadnji pred preobrazbo v odraslo žival. Načeloma se ličinke pri višjih temperaturah razvijajo hitreje, prav tako višja temperatura spodbuja razmnoževanje in uspeh prezimovanja, vendar le do neke meje, nad katero ima vročina negativen vpliv.
Odrasle živali aktivno letajo naokrog med iskanjem primernih gostiteljskih rastlin ali kadar jih kaj vznemiri. Na motnjo se lahko odzovejo tudi tako, da popustijo prijem in padejo z rastline na tla, ali izločijo smrdečo obrambno spojino, po kateri je dobila vrsta tudi ime. Obrambni izloček stenic izločajo t. i. metatorakalne žleze na oprsju, predstavniki naddružine Pentatomoidea, kamor sodi tudi zelena smrdljivka, pa imajo poleg njih še dodaten par žlez na hrbtni strani zadka, t. i. abdominalne žleze. Izloček prvih je nenasičen kratkoverižni aldehid, (E)-2-decenal, abdominalne žleze pa izločajo mešanico nerazvejanih aldehidov, alkanov in alkoholov. Ličinke imajo samo abdominalne žleze in torej ne izločajo (E)-2-decenala, se pa sestava izločka abdominalnih žlez s starostjo spreminja: v prvem stadiju namreč vsebuje (E)-4-okso-2-decenal, ki ga izločki kasnejših stadijev nimajo. Ta spojina deluje kot repelent za mravlje, poleg tega pa povzroča tudi agregacijo in mirovanje ličink drugega stadija, vendar njena vloga še ni natančno pojasnjena.

### Parjenje
Zelene smrdljivke postanejo spolno zrele približno dva tedna po preobrazbi v odraslo žival. Tako samci kot samice se v ugodnih pogojih parijo večkrat zapored. Samec tesno vpne svoje spolne okončine na zadku v samičino spolovilo in tako speti lahko živali dlje časa hodita naokrog. Obdobje parjenja je izjemno raznoliko in lahko traja od ene ure pa vse do celega tedna. V večini primerov pričnejo samice odlagati jajčeca največ tri dni po zadnjem parjenju in se lahko še hitreje ponovno parijo.
Pri vedenjskem vzorcu, ki privede do parjenja, imajo ključno vlogo kemični in akustični signali. Na daljše razdalje je najpomembnejša kemična komunikacija - samci izločajo mešanico hlapnih ogljikovodikov, ki deluje kot agregacijski feromon in privablja samce, samice in ličinke v zadnjem stadiju v bližino oddajnika. Natančneje so to aromatske spojine in njihovi derivati ter nerazvejani alkani, kot pri drugih sorodnih stenicah, razmerje izomerov in derivatov pa je tisto, ki je značilno za konkretno vrsto. Ko je par na isti rastlini, a še ne v neposredni bližini, sproži feromon pri samici oddajanje t. i. »pozivnega napeva« - dolge serije vibracijskih signalov, ki so dolgi približno eno sekundo in se redno ponavljajo na štiri do pet sekund. Samica v času oddajanja teh signalov miruje. Vibracije se prenašajo po vsej rastlini in ko samec signale zazna, prične aktivno iskati samico po rastlini: usmerjeno hodi proti izvoru signalov, pri čemer na razvejiščih stebel in listnih pecljev počaka na naslednjih nekaj signalov, iz katerih izlušči informacijo o smeri. Ob tem odgovarja samici s t. i. »napevom dvorjenja«, ki ga sestavljajo tri do štiri sekunde dolgi signali z nerednim ponavljanjem in neenakomerno jakostjo - posamezen signal se začne potiho in je proti koncu vedno močnejši. Občasno jih dopolnjuje še samčev pozivni napev, ki ga sestavljajo zelo kratki kliki (0,1 do 0,2 sekunde dolgi signali) ponovljeni vsake 0,5 do 1 sekunde. Samico ti signali spodbudijo, da oddaja svoje signale toliko časa, da jo samec uspešno najde. Svoj pozivni napev dopolnjuje z napevom dvorjenja, ki je podoben samčevemu. Vsi signali so razmeroma nizkih frekvenc - med 80 in 150 Hz, kar je povezano z učinkovitostjo prenosa vibracij po gostiteljski rastlini. Žival jih proizvaja s tresenjem zadka gor in dol, zazna pa s hordotonalnimi organi v nožnih sklepih ter nekaterimi drugimi, manj specifičnimi čutili (npr. Johnstonovimi organi v tipalnicah). Po frekvenci se ne ločijo od signalov drugih vrst, pač pa so za razločevanje med vrstami, ki bi se utegnile znajti na isti rastlini, pomembne predvsem časovne karakteristike napevov (trajanje in hitrost ponavljanja signalov).
Ko prideta živali v neposredno bližino (npr. na isti list), se sproži zadnja faza dvorjenja, pri kateri so udeleženi kemični, mehanski in vidni dražljaji. Živali se najprej medsebojno tipata s tipalnicami, nakar začne samec trkati z glavo ob spodnji del samičinega zadka. Samica lahko takrat zavrne samca, preprosto tako, da odide stran. Če ga sprejme, dvigne svoj zadek, samec pa se obrne s svojim zadkom proti njenemu in prične s parjenjem. Tudi v tej fazi imajo vlogo vibracijski signali: samica, ki zavrne samca, včasih oddaja »odvračalni napev«, ki ga utiša, tretji tip samčevih signalov pa je »rivalni napev«, s katerim lahko drugi samec ovira dvorjenje para, če ga zazna.

### Prezimovanje
Zelene smrdljivke preživijo obdobja nizkih temperatur kot odrasle živali, v stanju diapavze. Med prehodom v stanje diapavze se zgodi množica vedenjskih in fizioloških sprememb, ki omogočijo preživetje neugodnih pogojev. Samci in samice se takrat prenehajo razmnoževati in se zavlečejo na varno pod lubje, med rastlinski opad ipd. ter obmirujejo. Celoten proces regulira fotoperioda, torej razmerje med dolžino dneva in noči. Prehod v diapavzo se začne, ko se dan jeseni skrajša pod kritično vrednost, pri tem pa ima zelena smrdljivka razmeroma kratko kritično fotoperiodo - to pomeni, da v primerjavi z nekaterimi drugimi vrstami ščitastih stenic prične s prezimovanjem kasneje in se lahko razmnožuje še v oktobru.
Kostanjevo do temno rjava obarvanost, ki se pojavi takrat, je posledica pigmenta eritropterina, ki se nahaja v epidermisu pod kutikulo in je običajno raztopljen, jeseni pa se kristalizira. Vloga takšne obarvanosti še ni povsem pojasnjena, domnevajo pa, da bolje skrije žival v okolju, kjer pozimi prevladujejo sive in rjave barve.

## Bionomija
Zelena smrdljivka je močno polifaga vrsta, kar pomeni, da se lahko prehranjuje z mnogo različnimi skupinami rastlin. Gostiteljske rastline, na katerih so našli zeleno smrdljivko, pripadajo več kot 30 družinam dvokaličnic in mnogim družinam enokaličnic. Posamezna žival se tekom svojega življenja redno seli med gostiteljskimi rastlinami (dnevno so sposobne preleteti tudi po kilometer), na ravni populacije pa je opazno, da raje izbirajo določene vrste. Tako se najraje prehranjujejo z določenimi vrstami stročnic, kot so soja in fižol, pri čemer se skoncentrirajo na mladih poganjkih in zorečih plodovih; zelena smrdljivka zato najbolje uspeva v tistih območjih sveta, kjer te rastline človek goji za svojo prehrano. Ker pa najprimernejši gostitelji tudi v subtropskih predelih ne uspevajo vse leto, je preživetje odvisno tudi od alternativnih gostiteljskih rastlin, ki rastejo v okolici, ali od ozimnih poljščin.
Ličinke in odrasle živali se bistveno razlikujejo po sposobnosti preživetja na določenih vrstah gostiteljev in različni gostitelji so različno primerni za razvoj ličink. Domnevajo, da se to zgodi zato, ker imajo ličinke zelenih smrdljivk manj razvite mehanizme za nevtralizacijo rastlinskih obrambnih spojin. Razlike v deležu živali, ki preživijo do odraslosti, so lahko več desetkratne, pri čemer je kvaliteta gostitelja najpomembnejša za ličinke zadnjega stadija, ki jih čaka energetsko zahtevna preobrazba v odraslo žival. Posledica naštetih dejstev je, da se zelene smrdljivke vsako leto selijo po določenem zaporedju gostiteljskih vrst, na katerih so najbolj skoncentrirane. Pri tem populacija najbolje uspeva na kmetijskih območjih, kjer pridelujejo stročnice in križnice, a je v okolici na voljo dovolj alternativnih gostiteljev.
Najpomembnejši dejavnik, ki omejuje velikost populacije v predelih z zmernim podnebjem, je mraz pozimi. Smrtnost prezimujočih živali znaša med 30 % in 80 %, populacija ne more preživeti v območjih, kjer povprečna januarska temperatura znaša manj kot 5 °C. V zadnjih desetletjih opažajo razširjanje območja razširjenosti zelene smrdljivke proti severu, verjetno na račun podnebnih sprememb. Sposobnost preživetja zime je poleg mraza odvisna tudi od pravočasnega nastopa diapavze. Kljub temu, da živali pozimi večinoma mirujejo, se verjetnost, da bodo preživele zimo, poveča, če imajo v bližini na voljo sočne zelene rastline, saj se lahko prehranjujejo med kratkotrajnimi obdobji toplejšega vremena.

### Naravni sovražniki
Vpliv plenilcev na zeleno smrdljivko ni bistven; ličinke odvračajo plenilce s svarilno obarvanostjo in kemično obrambo (smradne žleze), med tem ko odrasle živali varovalna zelena barva skrije pred plenilci, njihove smradne žleze pa dajejo prav tako učinkovito kemično obrambo. Nekoliko bolj so izpostavljena le jajčeca. Posledično zelena smrdljivka nima plenilcev, ki bi bili specializirani zanjo in večina omemb plenjenja v strokovni literaturi je anekdotičnih. Delna izjema je v Novem svetu invazivna rdeča ognjena mravlja, ki je izjemno agresiven generalističen plenilec in poleg zelene smrdljivke napada praktično vse členonožce v okoljih, kjer uspeva.
Po drugi strani obstajajo celi kompleksi vrst parazitoidov, ki so ozko specializirani za zajedanje zelene smrdljivke in nekaterih sorodnih vrst, predvsem v Afriki in Vzhodni Aziji. To so predstavniki nekaj zajedavskih družin dvokrilcev in kožekrilcev, predvsem muh goseničark in osic iz družine Scelionidae, ki največkrat zajedajo na jajčecih in odraslih živalih ter imajo bistven vpliv na preživetje zelene smrdljivke v teh okoljih. Med najpomembnejšimi je osica vrste Trissolcus basalis, ki zajeda na jajčecih; samice tega parazitoida privabljajo hlapni ogljikovodiki, značilni za samice, ki na ta način najdejo jajčne mase. Samica izleže po eno svoje jajčece v vsako od nekaj deset jajčec stenice v jajčni masi. Ko se izleže ličinka, se prične prehranjevati z zarodkom stenice, ki zaradi tega pogine. Iz jajčeca se pregrize že kot odrasla žival, ki se spari in kmalu po tem pogine. V ugodnih pogojih (torej ob prisotnosti velikega števila stenic) se lahko tudi osica izjemno hitro namnoži, saj zaključi celoten življenjski krog v treh tednih in ima visoko razmerje samic proti samcem. Tudi med muhami goseničarkami je več vrst, ki zajedajo na zeleni smrdljivki, a se večina od teh naravno pojavlja v Novem svetu - torej so se prilagodile na tega gostitelja šele pred nekaj stoletji, ko se je zelena smrdljivka razširila na zahodno poloblo. To so prav tako parazitoidi, ki odlagajo jajčeca na odrasle živali. Pravkar izlegla ličinka muhe se prevrta skozi skelet stenice in se prične prehranjevati s tkivi v notranjosti. Stenica pogine šele po tistem, ko se zrela ličinka prevrta nazaj ven in zabubi, lahko celo uspešno prezimi z zajedavcem v sebi. Parazitoidi so ob ugodnih vremenskih razmerah (torej tam oz. takrat, ko ni nizkih temperatur) najpomembnejši dejavnik smrtnosti zelene smrdljivke.

## Pomen za človeka
Zaradi svojega prehranjevanja s stročnicami, križnicami in drugimi gojenimi rastlinami, velja zelena smrdljivka za pomembnega škodljivca v praktično vseh območjih, kjer se množično pojavlja. S sesanjem rastlinskih sokov mladih poganjkov in plodov povzroča motnje v rasti in razvoju ter razbarvanja oz. obarvanost površine, kar neposredno zmanjšuje tržno vrednost pridelkov. Poleg tega deluje kot prenašalec rastlinskih virusov, gliv in drugih patogenov, ki jim s prebadanjem povrhnjice omogoči, da okužijo tkiva v notranjosti. Velik pomen ima na primer v Braziliji, kjer velja za enega najpomembnejših škodljivcev v pridelavi soje (Brazilija je druga največja izvoznica soje na svetu), v Avstraliji v pridelavi soje ter drugih stročnic, paradižnika in graha, na jugu ZDA v pridelavi bombaža ter na Havajih v pridelavi oreškov iz rodu Macadamia.
Glavna metoda za zatiranje zelene smrdljivke v kmetijstvu so nespecifični insekticidi, predvsem piretroidi in organoklorove spojine. Kot dopolnilna taktika je ponekod uveljavljeno sajenje t. i. privabilnih posevkov - pridelovalci soje na primer posadijo na majhnem delu svojih površin kultivar soje, ki dozori pred glavnim posevkom. Stenice se na ta način skoncentrirajo na majhni površini, kjer jih je lažje zatreti. Poleg klasičnih metod je veliko pozornosti pridelovalcev deležen potencial parazitoidov in plenilcev za biološki nadzor vrste, ki bi lahko zmanjšal potrebo po okolju in človekovemu zdravju škodljivih kemičnih metodah zatiranja. Muhe goseničarke in zajedavske ose so v različnih državah že načrtno vnašali prav v namen biološkega nadzora zelene smrdljivke, tudi v okolja, kjer niso avtohtone (zgled za t. i. klasični biološki nadzor). V praksi so bili ti programi različno uspešni, saj je učinkovitost vnosa odvisna od mnogih dejavnikov, vključno s samo kmetijsko prakso. V Avstraliji in na Havajih so vnos osice vrste Trissolcus basalis po začetnih uspehih razglasili celo za »zgodbo o uspehu« klasičnega biološkega nadzora nasploh, a se je kasneje izkazalo, da parazitoid ni bistveno vplival na gospodarski pomen stenice, čeprav se je v novih okoljih ustalil. Več uspeha je bilo v Argentini in Braziliji, kjer so v določenih območjih zaznali občuten upad številčnosti populacije zelene smrdljivke.
V zimskem času stenice, še posebej zelena smrdljivka pogosto zahajajo v bivalni prostor človeka. Zadržujejo se v bližini svetil, venomer krožijo in s tem povzročajo nadležen zvok. V primeru ogroženosti oddaja neprijeten vonj, ki pa ni zares smrdeč. Zelene smrdljivke so zelo iznajdljive in se prikradejo skozi zelo majhne špranje zato jih pogosto najdemo v starejših stavbah, kjer so tesnenja oken precej slabša kot danes.

## Izvor in razširjenost
Vrsta je kozmopolitska, prisotna v tropskih in subtropskih predelih Amerik, Afrike, Azije, Avstralazije in Evrope med 45 stopinj severne in 45 stopinj južne zemljepisne širine. Njen izvor še ni natančno pojasnjen, domnevajo pa, da izvira iz etiopske regije Vzhodne Afrike, od koder se je razširila po vsem svetu izkoriščajoč človeške trgovske poti in dejstvo, da je močan letalec. Trenutno sprejeta razlaga o afriškem izvoru temelji na raznolikosti barvnih vzorcev in favni zajedavcev, ki so prilagojeni na zajedanje te vrste, vendar se kompleksi zajedavcev, specializiranih na to in sorodno vrsto Nezara antennata, pojavljajo tudi v Vzhodni Aziji in po eni od starejših hipotez naj bi zelena smrdljivka pravzaprav izvirala od tam.
Območje razširjenosti zelene smrdljivke se v zadnjih desetletjih opazno širi proti severu, verjetno vsaj deloma zaradi sprememb podnebja. Tako so najstarejši znani podatki o pojavljanju zelene smrdljivke v Srednji Evropi iz 1950. let ali kasneje - za Belgijo je prvi podatek iz leta 1950, za Finsko 1956, Avstrijo 1962 in Nemčijo 1970. Na Britanskem otočju je prisotna šele od začetka 21. stoletja, prav tako je bila pred kratkim prvič opažena v goratih predelih severne Švice. Zelo natančno njeno razširjenost spremljajo na Japonskem, kjer se je prav tako ustalila sredi 20. stoletja; severni rob areala se je tam v 45 letih premaknil za 85 km proti severu, opazno pa je tudi, da v toplejših območjih izriva avtohtono vrsto N. antennata. Podobno je na zahodni polobli, kjer še danes poseljuje nova območja, kar pripisujejo tudi spreminjanju kmetijske prakse. Prvi podatek o pojavljanju v Novem svetu je iz 18. stoletja in od takrat se je vrsta razširila po celotnem tropskem ter subtropskem območju Amerik. Tudi tam prodira proti severu, od doline Sacramento v Kaliforniji konec 1960. let do Illinoisa na severnem delu osrednjih ZDA v 1970. letih.
Od začetka 21. stoletja je v Južni Ameriki zaznaven strm upad številčnosti populacije te vrste, zaradi katerega ponekod ni več najpomembnejši kmetijski škodljivec. Pojav pripisujejo spletu dejavnikov, med njimi razmahu kmetijstva brez obdelave tal, kar bolje izkoriščajo druge vrste stenic, povečanju uporabe pesticidov, programom biološkega nadzora z namnoževanjem in izpuščanjem parazitoidov ter podnebnim spremembam.
V Sloveniji je zaenkrat najbolj razširjena v pasu od obale do kraškega roba ter na območju Nove Gorice in Tolmina.

## Taksonomija
Zelena smrdljivka tvori skupaj z zelo podobnima N. yunnana in N. antennata klad znotraj rodu Nezara, ki ga zaradi kombinacije »primitivnih« znakov filogenetska analiza postavlja na bazo kladograma kot sestrski takson ostalim predstavnikom rodu, taksonomska razmerja med temi tremi vrstami pa še niso razjasnjena.
Zaradi raznolikosti barvnih vzorcev in drugih morfoloških znakov so v prejšnjih stoletjih entomologi pogosto opisovali primerke kot ločene vrste. Rezultat tega so številni sinonimi, saj po danes uveljavljenem mnenju razlike niso dovolj velike da bi podpirale ločevanje tega taksona na več podvrst ali celo vrst. Kljub temu se populacije z različnih celin razlikujejo v več značilnostih, npr. lastnostih vibracijskih napevov, molekularnih znakih, sestavi mešanice feromonov in zgradbi encimov. Tudi razmerja barvnih form se med populacijami razlikujejo, kar pa pripisujejo vplivu okolja - razlikam v lokalnih podnebnih razmerah.